# 埃拉赫·穆罕默迪
埃拉赫·穆罕默迪（波斯語：الهه محمدی，羅馬化：Elaheh Mohammadi，1987年5月9日—）是一名伊朗記者，為日報《同胞報》報導社會和婦女問題。在過去的幾年裡，她還與國家控制的媒體機構如《沙爾旺德》、《Khabar Online》和《Etemad Online》合作。《時代》雜誌將她評為2023年世界上最具影響力的100人之一。
2022年9月，穆罕默迪因報導瑪莎·阿米尼的葬禮而被伊朗安全部隊拘捕。

## 報導瑪莎·阿米尼的葬禮
穆罕默迪曾為伊朗《同胞報》前往薩蓋茲報導22歲的瑪莎·阿米尼的葬禮，她被德黑蘭的道德警察拘捕後昏迷了三天，於9月16日死亡。穆罕默迪曾報導過警察在葬禮上的襲擊事件。
據穆罕默德·阿里·卡姆菲羅茲（Mohammad Ali Kamfiroozi）律師稱，穆罕默迪被司法當局傳喚，但隨後於2022年9月29日被安全部隊拘捕，當時她正在前往情報部辦公室接受審訊的路上，他在社交媒體的頁面上公布該消息。
2022年11月4日，伊斯蘭革命衛隊和情報部發表了一份聯合聲明，其中充滿未經證實的說法，指責穆罕莫迪和另一位報導阿米尼之死的女記者尼羅法·哈米迪是參與「西方和猶太復國主義情報機構」組織的「多維戰爭的外國特工……進行嚴肅和不間斷的策劃，目的是影響不同的社會階層，尤其是與婦女有關的領域。」

## 榮譽
- 加拿大記者自由表達協會（CJFE）頒發的國際新聞自由獎，與尼羅法·哈米迪共享（2023年2月）[10][11]
- 哈佛大學路易斯·M·里昂新聞良知與誠信獎，與埃拉赫·穆罕默迪共享（2023年3月）[12][13]
- 都靈市議會授予穆罕默迪榮譽公民身分（2023年3月）[14]
- 2023年聯合國教科文組織吉列爾莫·卡諾世界新聞自由獎，與尼羅法·哈米迪和納爾吉斯·穆罕默迪共享[15]
- 穆罕默迪和尼羅法·哈米迪被《時代》雜誌評為世界上最具影響力的100人之一（2023年4月）[16]